# さなげカントリークラブ
さなげカントリークラブは、愛知県豊田市にあるゴルフ場である。

## 概要
さなげカントリークラブは、1964年（昭和39年）10月14日、愛知県西加茂郡猿投町（現・豊田市）に開場された「ユニオンカントリークラブ」が前身である。
ユニオンカントリークラブは、猿投町の低丘陵地27万坪に、コース設計を「鳴尾ゴルフ倶楽部」（1920年（大正9年）開場）を設計したクレイン3兄弟のジョー・E・クレインが行い、18ホール、距離6,980ヤード、パー72の規模で開場されたゴルフ場である。
1967年（昭和42年）5月、ユニオンカントリークラブの経営が後藤鉀二によって引き継がれた。後藤鉀二は、1906年（明治39年）に東京府（現・東京都）で生まれ、名古屋市で育った。父親の喬三郎は、名古屋で名古屋電気学講習所を開いたが、1925年（昭和元年）急逝した。後藤鉀二は、19歳で名古屋電気学講習所の校主となり、旧制浜松高等工業（現・浜松高等工業学校）在学中に卓球を始め、24歳で名古屋卓球協会理事に、30歳で名古屋卓球協会理事長に就任した。
1967年（昭和42年）4月頃、猿投町は豊田市と合併したが、後藤は由緒ある地名が消えることを惜しんで、同年10月、会社名を「株式会社愛知さなげゴルフ場」に、クラブ名を「さなげカントリークラブ」と改称した。毎年、愛工大名電高ゴルフ部の合宿が行われている。

## 所在地
〒470-0344：愛知県豊田市保見町小黒実88番地

## コース情報
- 開場日 - 1964年（昭和39年）10月14日
- 設計者 - Ｊ・Ｅ・クレーン
- 面積 - 770,000m2（約万坪）
- コースタイプ - 丘陵コース
- コース - 18ホールズ、パー72、6,834ヤード、コースレート73.0
- フェアウェー - コウライ
- ラフ - ノシバ
- グリーン - 2グリーン、松グリーン（ベント芝）、桜グリーン（バミューダ芝）
- ハザード - バンカー76、池が絡むホール6
- ラウンドスタイル - キャディ付、セルフ選択制、5人乗りリモコン乗用カート、1組2名～4名
- 練習場 - 25打席250ヤード　アプローチ・バンカー練習場有り　パター練習場
- シミュレーションゴルフ（クラブハウス内専用ルーム）
- 休場日 - 毎週月曜日、12月31日、1月1日[2][3]

## クラブ情報
- ハウス面積 - 3,600m2（坪）
- ハウス設計 - 清水建設株式会社
- ハウス施工 - 清水建設株式会社[2][3]

## ギャラリー
- コース - [4]
- ハウス - [5]

## 交通アクセス
鉄道
- 名鉄豊田線 - 浄水駅より タクシー利用で約5分[6]。

道路
- 東名高速道路 - 東名三好ICより約6Km[6]。

## 関連文献
- 『ゴルフ場ガイド 西版』、2006年 - 2007年、「さなげカントリークラブ」、東京 ゴルフダイジェスト社、2006年5月、2021年6月10日閲覧
- 『美しい日本のゴルフコース BEAUTIFUL GOLF CULTURE IN JAPAN 日本のゴルフ110年記念 ゴルフは日本の新しい伝統文化である』、ゴルフダイジェスト社「美しい日本のゴルフコース」編纂委員会編、「学業とスポーツの両立を特色とし、イチローなどトップアスリートを輩出した名古屋電気学園関連コース」、東京 ゴルフダイジェスト社、2013年12月、2021年6月10日閲覧